# Linia kolejowa nr 967
Linia kolejowa nr 967 – pierwszorzędna, jednotorowa, zelektryfikowana linia kolejowa łącząca rozjazd 1. z rozjazdem 142. na stacji Iława Główna.
Linia stanowi tor łączący między linią kolejową Warszawa Wschodnia – Gdańsk Główny a linią kolejową Poznań Wschód – Skandawa i umożliwia obsługę części towarowej oraz peron 3. na Iławie Głównej przez pociągi jadące z kierunku Działdowa.